# Calibrachoa scabridula
Calibrachoa scabridula là loài thực vật có hoa trong họ Cà. Loài này được (C.V.Morton) Stehmann mô tả khoa học đầu tiên năm 2007.